# Zigera almana
Zigera almana är en fjärilsart som beskrevs av Swinhoe 1901. Zigera almana ingår i släktet Zigera och familjen nattflyn. Inga underarter finns listade i Catalogue of Life.